# Elati (Lefkada)
Elati (griechisch Ελάτη (f. sg.)) ist das zentrale Bergmassiv auf der griechischen Insel Lefkada.
Das Kalkmassiv bedeckt etwa 20 % der Insel. Im Süden erreicht sein höchster Gipfel eine Höhe von 1182 m.
Größtenteils ist der Berg von dichter Vegetation bedeckt. Auf den niedrigeren Hängen herrschen Oliven und Zypressen vor, während die Vegetation in den höheren Lagen in Zwergsträucher übergeht.
Ein 35,43 km² großes Gebiet um den Gipfel ist als IUCN-Biotop-/Artenschutzgebiet mit Management ausgewiesen. Ein etwa 13 km² großes Gebiet um Chortata hat Schutzstatus als Natura-2000-Gebiet.
Der Archäologe Wilhelm Dörpfeld, der Lefkada mit dem Ithaka aus Homers Odyssee identifizierte, sah in der Elati den bei Homer erwähnten ithakischen Berg Nēritos (Νήριτος).